# Jurassic World Evolution 2
Jurassic World Evolution 2 é um jogo eletrônico de simulação de construção e gerenciamento, desenvolvido e publicado pela Frontier Developments. É uma sequência de Jurassic World Evolution (2018) e ambientado entre os filmes Jurassic World: Reino Ameaçado e Jurassic World: Domínio, o jogo foi lançado em 9 de novembro de 2021 para PlayStation 4, PlayStation 5, Windows, Xbox One e Xbox Series X/S. O título recebeu críticas geralmente favoráveis, sendo considerado uma melhoria em relação ao seu antecessor. Uma sequência, intitulada Jurassic World Evolution 3, está prevista para ser lançada em outubro de 2025.

## Jogabilidade
Semelhante ao primeiro jogo, Jurassic World Evolution 2 é uma simulação de negócios na qual o jogador constrói um parque temático pré-histórico de Jurassic World. O jogo apresenta mais de 75 espécies pré-históricas, incluindo diversos dinossauros, pterossauros e répteis marinhos. Os jogadores precisam construir cercados, aviários e lagoas para conter esses animais, permitindo que os visitantes os observem. Esses animais possuem necessidades específicas, como o tipo de alimento que consomem e a quantidade de vegetação necessária em seus habitats, que devem ser atendidas para mantê-los saudáveis e satisfeitos. O jogo conta com um sistema dinâmico de territórios, onde os animais competem entre si por recursos caso vivam no mesmo ambiente. Os territórios dos animais estão em constante mudança, dependendo dos recursos disponíveis em seu habitat.
Quando comparado aos jogos anteriores, Jurassic World Evolution 2 apresenta uma inteligência artificial mais complexa para as espécies pré-históricas, que agora caçam em grupos e interagem com outros animais de maneira mais frequente e realista. A ferramenta de terreno foi totalmente reformulada, exigindo que os jogadores plantem árvores e arbustos adequados para que os herbívoros se alimentem.
Os jogadores precisam construir diversas instalações e recrutar cientistas para pesquisas e para a incubação das espécies pré-históricas. Os cientistas recrutados oferecem benefícios diferentes ao jogo, mas trabalhadores sobrecarregados e insatisfeitos podem sabotar o parque e permitir que os animais escapem intencionalmente. Para incubar um animal pré-histórico, o jogador deve primeiro extrair seu DNA de fósseis. O DNA pode ser ajustado para conferir características únicas aos animais, como resistência a certos tipos de doenças. Além disso, é necessário recrutar patrulheiros e veterinários para garantir que os animais se mantenham felizes e saudáveis. Para entreter os visitantes, os jogadores podem construir diferentes atrações, como as Gyrosferas, que agora podem passar por múltiplos cercados e ser atacadas por animais pré-históricos. Os visitantes são categorizados em grupos com diferentes interesses. Por exemplo, os amantes da natureza estão mais interessados em ver herbívoros, enquanto os aventureiros preferem observar carnívoros. É necessário também construir comodidades, como banheiros, lojas de presentes e restaurantes, podendo personalizá-los com diferentes módulos e decorações para atender às necessidades dos diversos grupos de visitantes.
Ao contrário do primeiro jogo, que se passa no arquipélago fictício de Las Cinco Muertas, Jurassic World Evolution 2 se passa no mundo real, apresentando diversos biomas, como florestas e desertos, cada um com desafios únicos para o jogador ao projetar seus parques. Os mapas do jogo são significativamente maiores do que os do primeiro título. O jogo conta com vários modos, incluindo um modo campanha, ambientado após os eventos de Jurassic World: Reino Ameaçado, um modo "Teoria do Caos", que revisita momentos-chave das narrativas dos filmes (como a construção da instalação de Jurassic Park perto de San Diego, como visto em O Mundo Perdido: Jurassic Park), além dos modos Desafio e Sandbox, que também retornam. Jeff Goldblum e Bryce Dallas Howard retornam para dublar os personagens Ian Malcolm e Claire Dearing, respectivamente.

## Desenvolvimento e lançamento
Jurassic World Evolution 2 foi desenvolvido e publicado pela Frontier Developments. O jogo foi anunciado por Jeff Goldblum em junho de 2021, durante o evento Summer Game Fest. O modo campanha do jogo é considerado canônico dentro da cronologia dos filmes, acontecendo entre Jurassic World: Reino Ameaçado e Jurassic World: Domínio. A Frontier trabalhou em estreita colaboração com a Universal Pictures, garantindo que o jogo se encaixasse nos planos futuros do estúdio para a franquia. A empresa teve acesso à coleção de efeitos sonoros e músicas-tema dos filmes da Universal.
Jurassic World Evolution 2 foi lançado em 9 de novembro de 2021 para PlayStation 4, PlayStation 5, Windows, Xbox One e Xbox Series X/S. Os jogadores que realizaram a pré-compra do jogo receberam três skins de veículos inspiradas em O Mundo Perdido: Jurassic Park. No lançamento, também foi disponibilizado o Deluxe Upgrade Pack, que adicionou cinco novas espécies ao jogo.

### Atualizações e conteúdo para download
Jurassic World Evolution 2 recebeu suporte pós-lançamento com a liberação de conteúdo adicional pago (DLC) e atualizações gratuitas. O primeiro DLC, Early Cretaceous Pack, foi lançado em 9 de dezembro de 2021 e adicionou quatro novas espécies da era Cretácea. O segundo DLC, Camp Cretaceous Dinosaur Pack, foi lançado em 8 de março de 2022 e trouxe uma nova espécie, uma espécie híbrida e novas aparências baseadas na série animada de televisão Jurassic World: Camp Cretaceous.
A primeira expansão do jogo, Dominion Biosyn Expansion, foi lançada em 14 de junho de 2022 e apresenta uma nova campanha, quatro novas espécies e novas aparências baseadas em Jurassic World: Domínio. O terceiro DLC, Late Cretaceous Pack, foi lançado em 15 de setembro de 2022 e adicionou quatro novas espécies dessa era.
A segunda expansão do jogo, Dominion Malta Expansion, foi lançada em 8 de dezembro de 2022, trazendo uma nova campanha, quatro novas espécies e novas aparências baseadas em Jurassic World: Domínio. O quarto DLC, Feathered Species Pack, foi lançado em 30 de março de 2023 e adicionou três espécies com penas e um réptil voador. Uma atualização gratuita, que adicionou decorações inspiradas no primeiro filme da franquia, foi lançada em 8 de junho de 2023, antecipando o 30º aniversário do filme original.
O quinto DLC, Prehistoric Marine Species Pack, foi lançado em 10 de agosto de 2023 e introduziu quatro novas espécies marinhas. O sexto DLC, Cretaceous Predator Pack, foi lançado em 30 de novembro de 2023 e trouxe quatro novas espécies carnívoras. O sétimo DLC, Secret Species Pack, foi lançado em 13 de março de 2024 e adicionou três espécies híbridas do primeiro jogo e um novo híbrido presente em Camp Cretaceous. O oitavo DLC, Park Managers' Collection Pack, foi lançado em 16 de maio de 2024 e trouxe quatro novas espécies.
| Nome                            | Data de Lançamento     | Descrição |
| ------------------------------- | ---------------------- | --- |
| Deluxe Upgrade Pack             | 9 de novembro de 2021  | O Deluxe Upgrade Pack adiciona as espécies Geosternbergia, Attenborosaurus, Pachyrhinosaurus, Huayangosaurus e Megalosaurus como espécies incubáveis. |
| Early Cretaceous Pack           | 9 de dezembro de 2021  | O Early Cretaceous Pack adiciona as espécies Wuerhosaurus, Minmi paravertebra, Dsungaripterus e Kronosaurus como espécies incubáveis. |
| Camp Cretaceous Dinosaur Pack   | 8 de março de 2022     | O Camp Cretaceous Dinosaur Pack adiciona 2 novas espécies da série homônima de animação da DreamWorks Animation: Monolophosaurus e o híbrido fictício Scorpios rex. O DLC também apresenta um modelo alternativo para Ouranosaurus e Kentrosaurus, já que a série animada apresenta um design que difere significativamente dos modelos do jogo. O pacote também adiciona skins baseadas em vários dinossauros individuais da série: uma skin de Tyrannosaurus baseada em Big Eatie, uma skin de Kentrosaurus baseada em Pierce, uma skin de Carnotaurus baseada em Toro, uma skin de Ankylosaurus baseada em Bumpy e skins de Baryonyx baseadas em Grim, Limbo e Chaos. O pacote também apresenta 2 skins para Parasaurolophus baseadas no fictício Parasaurolophus lux, uma espécie de Parasaurolophus criada artificialmente e bioluminescente. Todos os dinossauros e skins adicionados foram apresentados nas primeiras 4 temporadas de Camp Cretaceous. |
| Dominion Biosyn Expansion       | 14 de junho de 2022    | A Dominion Biosyn Expansion adiciona uma nova campanha baseada no Biosyn Valley, apresentado em Jurassic World: Domínio. Além de Claire Dearing, a campanha conta com os ex-consultores do Jurassic Park, Dr. Alan Grant (Sam Neill) e Dr. Ellie Sattler (Laura Dern), o chefe da Biosyn, Dr. Lewis Dodgson (Campbell Scott), e Ramsay Cole (Mamoudou Athie). A expansão também adiciona quatro novas espécies: Pyroraptor, Therizinosaurus, Dimetrodon e Quetzalcoatlus como espécies incubáveis. Duas novas variantes para duas espécies, Giganotosaurus e Dreadnoughtus, além de seis novas skins (duas para Tyrannosaurus, uma para Dilophosaurus e três para Parasaurolophus), todas baseadas nas aparições de Dominion, também foram adicionadas. |
| Late Cretaceous Pack            | 15 de setembro de 2022 | O Late Cretaceous Pack adiciona as espécies Barbaridactylus, Styxosaurus, Australovenator e Alamosaurus como espécies incubáveis. O pacote também introduziu padrões bioluminescentes, conhecidos como Lux, para o Styxosaurus. |
| Dominion Malta Expansion        | 8 de dezembro de 2022  | A Dominion Malta Expansion adiciona uma nova campanha baseada em cenas que apresentam um mercado negro em Malta, também apresentado em Jurassic World: Domínio, e que ocorre antes dos eventos do filme. A campanha conta com os personagens Kayla Watts (DeWanda Wise), Barry Sembène (Omar Sy) e Soyona Santos (Dichen Lachman). A expansão também adiciona novos edifícios, uma nova mecânica chamada "Troca de Dinossauros", onde os jogadores compram e trocam espécies de dinossauros no mercado negro, em vez de encontrar fósseis e genomas em sítios de escavação, três novas ilhas baseadas no arquipélago mediterrâneo, e várias novas espécies: Atrociraptor, Lystrosaurus, Moros intrepidus e Oviraptor. A expansão também apresenta quatro skins variantes para espécies existentes, Allosaurus, Dimorphodon, Iguanodon e Carnotaurus, baseadas nas aparições de Dominion.                                                                      |
| Feathered Species Pack          | 30 de março de 2023    | O Feathered Species Pack adiciona as espécies Yutyrannus, Sinosauropteryx, Deinocheirus e Jeholopterus como espécies incubáveis. |
| Prehistoric Marine Species Pack | 10 de agosto de 2023   | O Prehistoric Marine Species Pack adiciona as espécies Archelon, Dunkleosteus, Nothosaurus e Shonisaurus como espécies incubáveis. O pacote também introduz padrões Lux para o Nothosaurus, além de uma Plataforma Rocha para Lagoa para acomodar tanto o Nothosaurus quanto o Archelon. |
| Cretaceous Predator Pack        | 30 de novembro de 2023 | O Cretaceous Predator Pack adiciona as espécies Gigantoraptor, Utahraptor, Concavenator e Tarbosaurus como espécies incubáveis. |
| Secret Species Pack             | 13 de março de 2024    | O Secret Species Pack reintroduz os híbridos fictícios Ankylodocus, Spinoraptor e Stegoceratops de Jurassic World Evolution, enquanto também introduz o híbrido fictício Spinoceratops de Jurassic World Camp Cretaceous, como espécies incubáveis. O pacote também apresenta padrões Lux para todos os quatro híbridos, bem como para o Indominus rex e Indoraptor. |
| Park Managers' Collection Pack  | 16 de maio de 2024     | O Park Managers' Collection Pack adiciona as espécies Megalodon, Microceratus, Segisaurus e Thanatosdrakon como espécies incubáveis. Ele também adiciona uma skin para o Tyrannosaurus, baseada no personagem Little Eatie de Jurassic World Camp Cretaceous. |

## Recepção
O jogo recebeu "críticas geralmente favoráveis", de acordo com o agregador de resenhas Metacritic.
O site PCGamesN atribuiu uma nota 7 ao jogo, afirmando: "Melhora em relação ao seu predecessor de maneiras inteligentes e ainda ostenta os dinossauros mais impressionantes já feitos em um jogo. No entanto, lidar com eventos desastrosos fora de seu controle ainda não é divertido, mesmo que seja tematicamente adequado para a franquia Jurassic Park".
As vendas iniciais na plataforma PC ficaram abaixo das expectativas, pois o jogo foi lançado na mesma semana de vários outros jogos de alto perfil para PC. As versões para consoles domésticos venderam conforme o esperado, e o jogo contou com aproximadamente 500.000 jogadores em todas as plataformas nas duas primeiras semanas após o lançamento. A Frontier esperava que o jogo gerasse mais receita do que seu predecessor durante o primeiro ano, em parte devido ao lançamento iminente de Jurassic World: Domínio.

## Sequência
Uma sequência, Jurassic World Evolution 3, foi anunciada pela Frontier Developments em maio de 2024. O jogo está programado para ser lançado em 21 de outubro de 2025.